# Ewartia
Ewartia is een geslacht uit de composietenfamilie (Asteraceae). De soorten komen voor in Zuidoost-Australië.

## Soorten
- Ewartia catipes (DC.) Beauverd
- Ewartia meredithae Beauverd
- Ewartia nubigena (F.Muell.) Beauverd
- Ewartia planchonii Beauverd